# Milagros Sequera
Milagros Sequera (* 30. September 1980 in San Felipe) ist eine ehemalige venezolanische Tennisspielerin.

## Karriere
Sequera begann im Alter von sieben Jahren mit dem Tennissport, sie bevorzugt den Hartplatz. Bereits 1994 spielte sie ihr erstes ITF-Turnier, 1999 wurde sie Profispielerin.
Ihren ersten WTA-Titel gewann sie im März 2004 beim Abierto Mexicano Telcel in Acapulco im Doppel. Mit ihrer Partnerin Lisa McShea bezwang sie die Paarung Olga Blahotová/Gabriela Navrátilová mit 2:6, 7:65, 6:4. Noch im selben Jahr gewann sie mit MacShea auch die Turniere in Straßburg und ’s-Hertogenbosch.
Im Einzel gewann sie ein einziges WTA-Turnier, 2007 den Grand Prix SAR La Princesse Lalla Meryem in Fès. Sie besiegte dort Aleksandra Wozniak mit 6:1, 6:3.
Für die venezolanische Fed-Cup-Mannschaft bestritt sie zwischen 1998 und 2008 47 Partien, von denen sie 36 gewinnen konnte.

## Persönliches
Am 29. Dezember 2009 heiratete Milagros Sequera in der Nähe von Melbourne den früheren australischen Tennisprofi Stephen Huss.

## Turniersiege

### Einzel
| Nr. | Datum        | Turnier | Kategorie   | Belag | Finalgegnerin      | Ergebnis |
| --- | ------------ | ------- | ----------- | ----- | ------------------ | -------- |
| 1.  | 20. Mai 2007 | Fès     | WTA Tier IV | Sand  | Aleksandra Wozniak | 6:1, 6:3 |

### Doppel
| Nr. | Datum     | Turnier          | Kategorie    | Belag | Partnerin   | Finalgegnerinnen                    | Ergebnis       |
| --- | --------- | ---------------- | ------------ | ----- | ----------- | ----------------------------------- | -------------- |
| 1.  | März 2004 | Acapulco         | WTA Tier III | Sand  | Lisa McShea | Olga Blahotová Gabriela Navrátilová | 2:6, 7:65, 6:4 |
| 2.  | Mai 2004  | Straßburg        | WTA Tier III | Sand  | Lisa McShea | Tina Križan Katarina Srebotnik      | 6:4, 6:1       |
| 3.  | Juni 2004 | ’s-Hertogenbosch | WTA Tier III | Rasen | Lisa McShea | Jelena Kostanić Claudine Schaul     | 7:63, 6:3      |

## Abschneiden bei Grand-Slam-Turnieren

### Einzel
| Turnier         | 2002 | 2003 | 2004 | 2005 | 2006 | 2007 | 2008 | Karriere |
| --------------- | ---- | ---- | ---- | ---- | ---- | ---- | ---- | -------- |
| Australian Open | —    | —    | 1    | —    | —    | 2    | —    | 2        |
| French Open     | 1    | —    | 1    | —    | —    | 2    | 2    | 2        |
| Wimbledon       | —    | 1    | 2    | 1    | —    | 3    | 1    | 3        |
| US Open         | —    | 2    | 1    | —    | 1    | —    | —    | 2        |

### Doppel
| Turnier         | 2002 | 2003 | 2004 | 2005 | 2006 | 2007 | Karriere |
| --------------- | ---- | ---- | ---- | ---- | ---- | ---- | -------- |
| Australian Open | —    | 2    | 2    | AF   | 1    | 1    | AF       |
| French Open     | —    | 2    | 2    | 1    | —    | 1    | 2        |
| Wimbledon       | 1    | AF   | 1    | AF   | —    | 1    | AF       |
| US Open         | —    | 1    | 2    | 1    | 2    | —    | 2        |